# Sundals härad
Sundals härad var ett härad i sydöstra Dalsland vars område idag ligger inom Vänersborgs kommun och Melleruds kommun. Häradets areal var 588,02 kvadratkilometer varav 569,99 land.  Tingsställe var från 1663 till 1684 Västra Klaserud, därefter 1684 och 1685 i Bön Sundals-Ryd och därefter i två år Rösshult. Från 1687 till 1713 Kuserud i Eriksstads socken, därefter ambulerande ting för att från 1734 till 1762 för att sedan återgå till Kuserud. Från 1782 Östebyn där den med avbrott 1822–1825 var kvar till 1910 då den flyttade till Mellerud.

## Namnet
Häradsnamnet skrevs 1287 Sundal och betyder helt enkelt "södra delen av Dal", det vill säga Dalsland.

## Socknar
I Melleruds kommun
- Bolstad
- Erikstad
- Grinstad

I Vänersborgs kommun
- Brålanda
- Frändefors
- Gestad
- Sundals-Ryr

## Geografi
Häradet består av slättbygd med jordbruksmark vid Vänerns sydvästra strand och avvattnas av Frändeforsån. I väster utgör det höglänta Kroppefjäll gräns.
Den medeltida borgen Dalaborg låg vid Vänerns strand i Bolstads socken. Senare sätesgårdar var Kvantenburgs herrgård (Bolstads socken), Ekarebols herrgård (Bolstad), Forsane herrgård (Frändefors), Lövås säteri (Gestad), Björnebols säteri (Erikstad), Kuseruds herrgård (Erikstad) och Västergården (säteri, Erikstad).
Gästgiverier fanns i Dykälla (Frändefors) och Timmervik (Gestad).

## Län, fögderier, domsagor, tingslag och tingsrätter
Häradet hörde mellan 1634 och 1998 till Älvsborgs län, därefter till Västra Götalands län. Församlingarna ingår i Karlstads stift. Stadsdelen Katrinedal i Frändefors socken tillhör numera Vänersborgs församling.
Häradets socknar hörde till följande fögderier:
- 1686–1715 Dalslands fögderi
- 1716–1945 Sundals fögderi
- 1946–1966 Melleruds fögderi
- 1967–1990 Vänersborgs fögderi

Häradets socknar tillhörde följande domsagor, tingslag och tingsrätter:
- 1680-1909 Sundals tingslag i
  - 1680–1769 Tössbo, Vedbo, Nordals, Sundals och Valbo häraders domsaga
  - 1770–1909 Nordals, Sundals och Valbo domsaga
- 1910–1947 Nordals och Sundals tingslagi Nordals, Sundals och Valbo domsaga
- 1948–1969 Nordals, Sundals och Valbo tingslag i Nordals, Sundals och Valbo domsaga
- 1970 Vänersborgs domsagas tingslag i Vänersborgs domasga

- 1971– Vänersborgs tingsrätt och dess domsaga